# توریل کووه
توریل کووه (نروژی: Torill Kove؛ زادهٔ ۲۵ مهٔ ۱۹۵۸) یک پویانما، کارگردان فیلم، و تصویرساز نروژی-کانادایی است.
وی دانش‌آموختهٔ رشتهٔ برنامه‌ریزی شهری در دانشگاه کنکوردیا (در مقطع کارشناسی) است و فوق‌لیسانس خود را از دانشگاه مک‌گیل دریافت داشت.
او در سال ۲۰۰۷ بابت انیمیشن شاعر دانمارکی برندهٔ جایزه اسکار بهترین پویانمایی کوتاه شده‌است.
از دیگر آثار او می‌توان به من و ملتون من اشاره کرد.